# Campionati del mondo di ciclocross 2007
I Campionati del mondo di ciclocross 2007 (en.: 2007 UCI Cyclo-cross World Championships) si svolsero a Hooglede, in Belgio, il 27 e il 28 gennaio.

## Eventi
Sabato 27 gennaio
- Uomini Junior
- Uomini Under-23

Domenica 28 gennaio
- Donne
- Uomini Elite

## Medagliere
| Pos.   | Nazione     | Oro | Argento | Bronzo | Totale |
| ------ | ----------- | --- | ------- | ------ | ------ |
| 1      | Belgio      | 2   | 1       | 0      | 3      |
| 2      | Francia     | 1   | 0       | 2      | 3      |
| 3      | Paesi Bassi | 1   | 0       | 0      | 1      |
| 4      | Stati Uniti | 0   | 3       | 0      | 3      |
| 5      | Rep. Ceca   | 0   | 0       | 1      | 1      |
| 5      | Italia      | 0   | 0       | 1      | 1      |
| Totale | Totale      | 4   | 4       | 4      | 12     |

## Sommario degli eventi
| Eventi            | Oro                       | Tempo    | Argento                      | Tempo   | Bronzo                     | Tempo   |
| Uomini            |                           |          |                              |         |                            |         |
| Elite dettagli    | Erwin Vervecken Belgio    | 1h05'35" | Jonathan Page Stati Uniti    | a 3"    | Enrico Franzoi Italia      | a 16"   |
| Under-23 dettagli | Lars Boom Paesi Bassi     | 53'53"   | Niels Albert Belgio          | a 1'22" | Romain Villa Francia       | a 1'44" |
| Junior dettagli   | Joeri Adams Belgio        | 41'18"   | Danny Summerhill Stati Uniti | s.t.    | Jiří Polnický Rep. Ceca    | a 1"    |
| Donne             |                           |          |                              |         |                            |         |
| Elite dettagli    | Maryline Salvetat Francia | 42'57"   | Katie Compton Stati Uniti    | a 1"    | Laurence Leboucher Francia | a 9"    |